# Шум Олекса
Олекса Шум (псевдо: «Вовчак»; нар. 14 травня 1919, с. Шайно, нині Журавлине, Ковельський район, Волинська область — пом. 20 березня 1944, поблизу с. Луковичі, Володимирський район, Волинська область) — український військовик, діяч УПА, шеф штабу ВО «Турів». Керівник військової операції з ліквідації генерала Вермахту Віктора Лютце.

## Життєпис

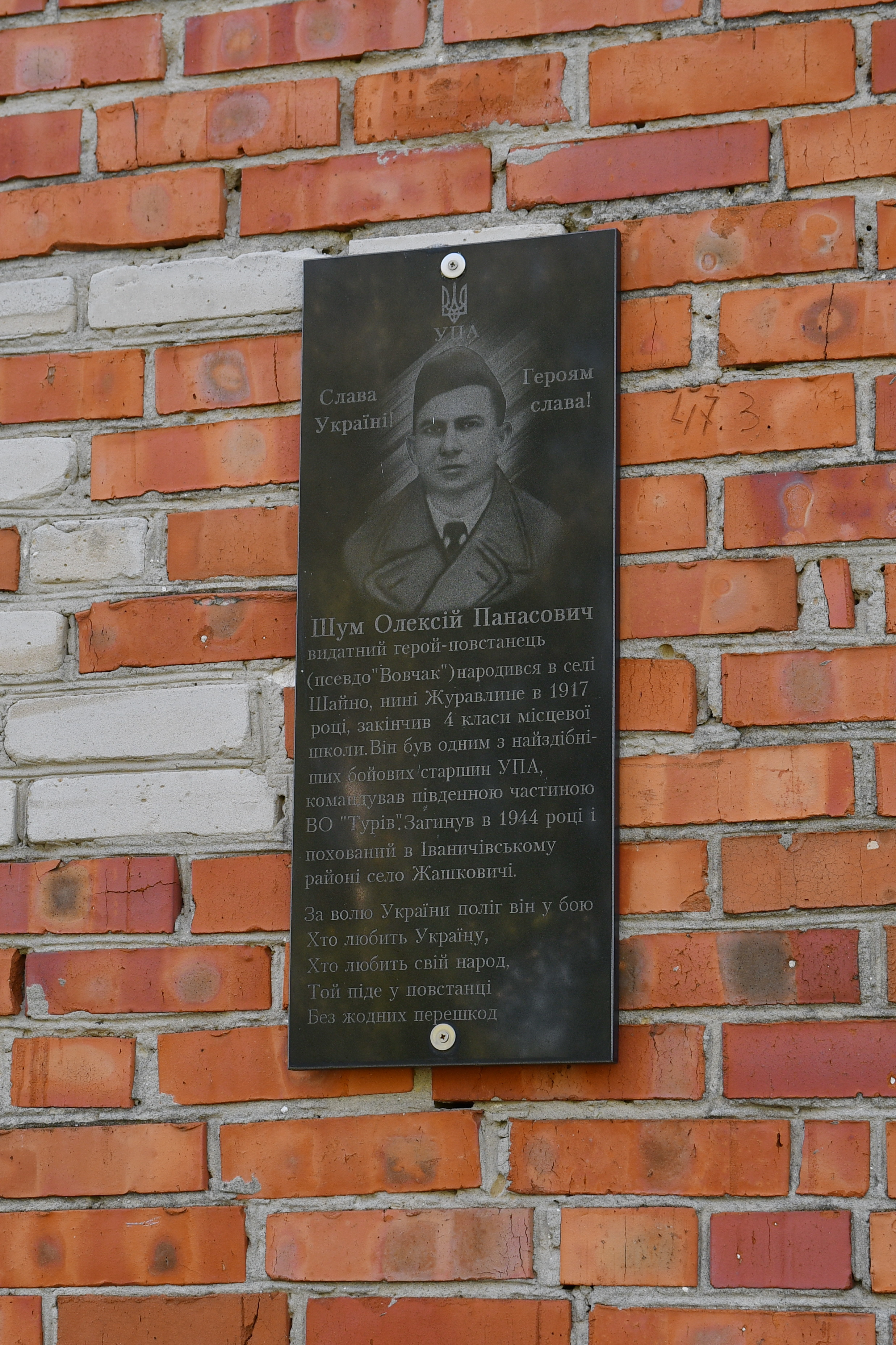
Пам'ятна дошка на школі в с. Журавлине

Олекса Шум народився 14 травня 1919 р. у селі Шайно (нині с. Журавлине, Ковельського району), що за 10 км на північ від міста Ковеля.
Ще в юному віці вступив до Юнацтва Організації українських націоналістів. Займався підготовкою молоді до збройної боротьби проти загарбників.
За дорученням проводу ОУН на початку березня 1943 року Олекса Шум-«Вовчак» організував перехід до УПА всієї української міліції Ковеля, під час якого повстанці під його керівництвом звільнили в'язнів з тюрми і з табору полонених. Усі звільнені, хто пішов у ліс, 28 березня 1943 року, створили першу на Ковельщині сотню УПА «Стохід».
Восени 1943 «Вовчака» призначили заступником командира і начальником штабу Північно-Західної військової округи ВО «Турів», командиром якої був «Рудий» (Стельмащук Юрій). Округа охоплювала нинішню Волинську область і території заселені українцями (на той час Брестська, Кобринська та Пінська області Білорусі). Був учасником бою під Радовичами, де під його загальним командуванням, 9 сотень УПА розбили німецькі та польські підрозділи. 
На початку травня 1943 поблизу спаленого німцями села Кортеліси на шляху Ковель — Рівне силами відділення загону «Помста Полісся» під керуванням «Вовчака» знищено шефа спецвідділів СА генерала Віктора Лютце, якого після партійної «чистки» у червні 1934 року Гітлер призначив керувати 400-тисячною «партійною армією» СА. Шеф нацистських штурмових загонів Лютце особисто клявся фюрерові, що виїде на Волинь і швидко покінчить з українським рухом опору. Цікаво, що газети на території рейху, що вийшли з траурним повідомленням про смерть генерала, приховали дійсну її причину. Так, «Берлінер Ілюстрайте Цайтунг» повідомила, що генерал Лютце загинув у автомобільній катастрофі на східному фронті…

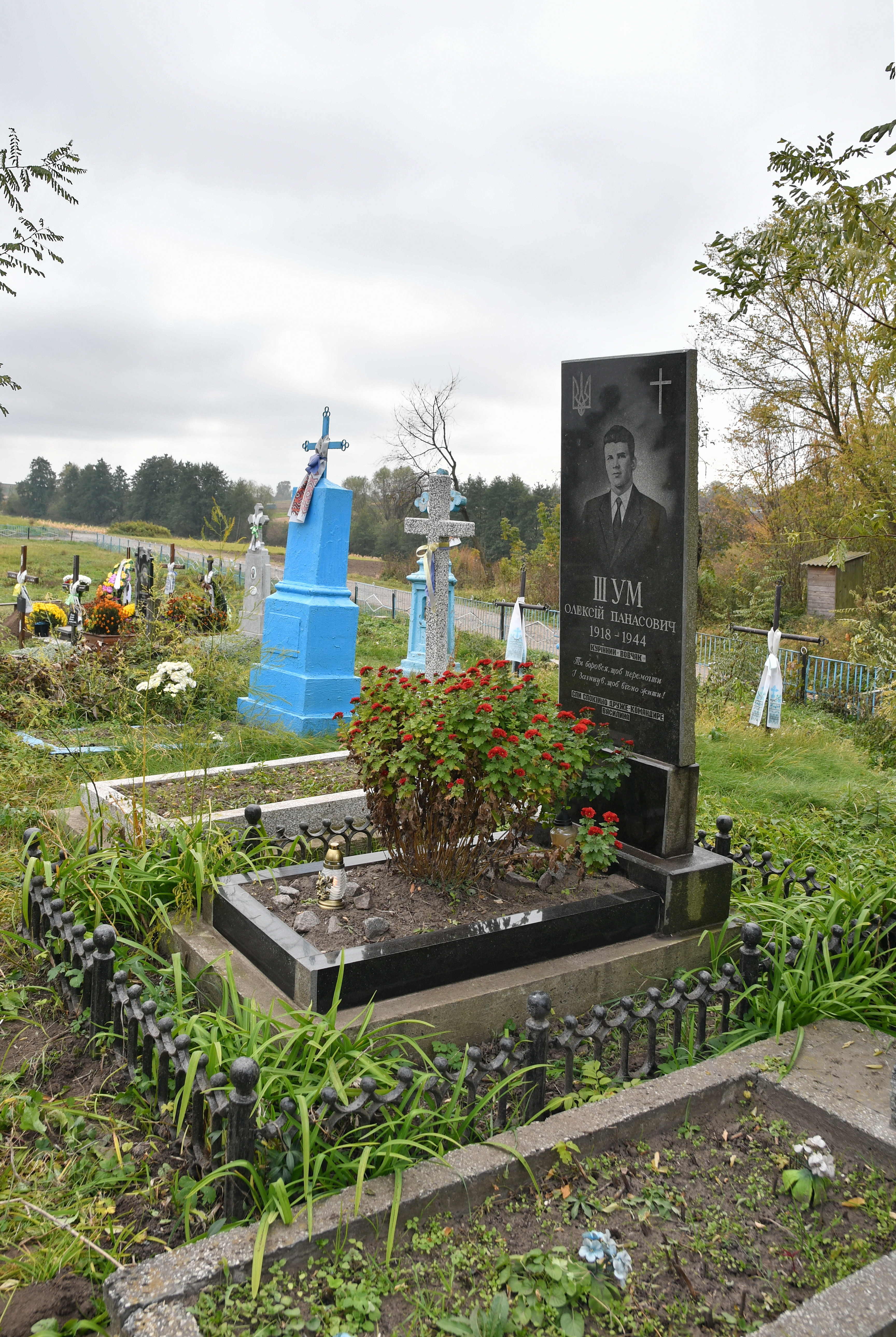
Могила О.Шума в с. Жашковичі

Будучи заступником командра ВО «Турів», «Вовчак» загинув 20 березня 1944 у бою з підрозділами Вермахту, коли відділи УПА отримали завдання перейти лінію фронту і діяти в тилу Червоної армії. Бойові побратими поховали свого командира в селі Жашковичі, Іваничівського (тепер Володимирського району, Волинської області. тихо, вночі, без військових почестей, бо навколо було багато німецьких військ. Панахиду відправив отець Михайло Мисечко. Весь цей час за могилою доглядали патріоти, завдяки яким тепер відоме місце поховання Олекси Шума-«Вовчака».

## Вшанування пам'яті
1 червня 2013 року у місті Луцьк з'явилась Вулиця Олексія Шума